# Chinatown (Thin Lizzy)
Chinatown è il decimo album in studio della band hard rock Thin Lizzy, pubblicato il 10 ottobre 1980.

## Tracce
1. We Will Be Strong  – 5:11
2. Chinatown (Brian Downey, Scott Gorham, Lynott, Snowy White) – 4:43
3. Sweetheart – 3:29
4. Sugar Blues (Downey, Gorham, Lynott, White) – 4:22
5. Killer on the Loose – 3:55
6. Having a Good Time (Lynott, White) – 4:38
7. Genocide (The Killing of the Buffalo) – 5:06
8. Didn't I – 4:28
9. Hey You (Downey, Lynott) – 5:09

## Formazione
Thin Lizzy
- Scott Gorham: chitarra, voce.
- Phil Lynott: basso, tastiera, voce
- Snowy White: chitarra, voce.
- Brian Downey: batteria, percussioni

Musicisti esterni
- Darren Wharton: tastiera, voce
- Midge Ure: tastiera, organo
- Tim Hinckley: piano